# Миконос
Миконос (грчки грч. ) је једно острва у скупини Киклада у Грчкој. Управно острво чини засебну и једину општину у оквиру округа Миконос Периферије Јужни Егеј. Оно укључују и околна острвца и хриди. Средиште острва и главно место округа је градић Миконос.
Миконос је данас познат као веома познато туристичко одредиште са космополитским каратером и бурним ноћним животом.

## Природни услови
Миконос је једно од острва Киклада средње величине, удаљено око 150 km југоисточно од Атине. Најближе значајније острво Миконосу је Тинос на 10 km ка северозападу. 20 km западно од Миконоса налази се острво Сирос, а 25 km јужно Наксос. Острво је средње разуђено и планинско у већем делу. Постоји неколико долина, које су погодне за земљорадњу.
Миконос спада у острва Киклада која су удаљена од копна и имају сталан недостатак воде услед сушне средоземне климе са дугим, жарким и сушним летима и благим и не баш кишовитим зимама. Биљни и Животињски свет су такође особени за ову климу, а од гајених култура доминира маслина.

## Историја
Данас постоји мит да је острво добило име по античком јунаку који се поредио са Аполоном и по томе постао познат. За Миконос, као и за целокупне Кикладе, је необично важно раздобље касне праисторије, тзв. Кикладска цивилизација, зависна и блиска Критској. Током старе Грчке Миконос је прво био насељен Јонцима, а затим један од малих полиса у веома важном делу Грчке.
После тога Миконосом је владао стари Рим, а затим и Византија. 1204. године после освајања Цариграда од стране Крсташа Киклади потпадају под власт Млечана, под којима остају вековима, до 16. века, када нови господар постаје османско царство. Становништво Миконоса није било јаче укључено у Грчки устанак 20их година 19. века, али је острво одмах припало новооснованој Грчкој. Међутим, развој нове државе није спречио исељавање месног становништва у 20. веку. Последњих деценија ово је умањено развојем туризма.

## Становништво
Главно становништво на Миконосу су Грци. Последњих година број становника се нагло повећао због развоја туризма високог нивоа. стога на острву лети борави много више туриста него сталних становника, а многи међу њима и многе јавне личности. Међу туристима бројна је хомосексуална заједница и острво је веома отворено ка овој врсти туриста. Између последња два пописа број сталних становника се повећао за око 50%.

## Привреда
Привреда Миконоса се заснива на туризму и поморству, а мање на традиционалној пољопривреди (јужно воће, маслине). Традиционални млинови-ветрењаче данас су симболи острва.